# Anatolij Fok
Anatolij Władimirowicz Fok, ros. Анатолий Владимирович Фок (ur. w 1879 r., zm. w sierpniu 1937 r. w rejonie Saragossy) – rosyjski wojskowy (generał major), emigracyjny działacz wojskowy
Ukończył konstantynowską szkołę artyleryjską. Dostał przydział do brygady artylerii kaukaskiej dywizji grenadierskiej. W 1913 r. w stopniu kapitana został instruktorem w oficerskiej szkole fechtunku. Brał udział w I wojnie światowej jako oficer swojej rodzimej jednostki wojskowej. Od 1916 r. dowodził baterią artylerii. Od 1917 r. w stopniu pułkownika był zastępcą dowódcy dywizjonu artylerii. Został odznaczony Orderem Św. Jerzego 4 klasy. Latem 1918 r. wstąpił do wojsk białych jako szeregowiec. Wkrótce został dowódcą baterii 1 dywizji kawalerii. W październiku tego roku został ranny. Na pocz. 1919 r. awansował do stopnia generała majora. Objął dowództwo armijnej grupy artylerii. Następnie objął funkcję inspektora artylerii w I korpusie kawalerii. Latem 1920 r. przejął taką samą funkcję w I korpusie armijnym. Po ewakuacji resztek wojsk białych z Krymu do Gallipoli w listopadzie tego roku, został zastępcą gen. Aleksandra P. Kutiepowa. Jednocześnie był komendantem siergiejewskiej szkoły artyleryjskiej. Zamieszkał w Bułgarii. Następnie wyjechał do Francji. Pracował jako robotnik w fabryce w Paryżu. Jednocześnie należał do Rosyjskiego Związku Ogólnowojskowego (ROWS). Ukończył wyższe kursy naukowo-wojskowe prowadzone przez gen. Nikołaja N. Gołowina. W 1935 r. był w gronie kilku białych generałów, którzy skrytykowali przewodniczącego ROWS gen. Jewgienija K. Millera za zbyt małą aktywność organizacji i opowiedzieli się za połączeniem z innymi emigracyjnymi organizacjami rosyjskimi. W 1936 r. przybył nielegalnie wraz z 3 innymi białymi Rosjanami do ogarniętej wojną domową Hiszpanii, gdzie wstąpił ochotniczo do wojsk gen. Francisco Franco. Służył w rosyjskim oddziale wojskowym w składzie batalionu "Donna Maria de Molina" w Kastylijsko-Aragońskim Legionie. Początkowo dostał stopień szeregowca, ale po pewnym czasie awansował na porucznika. W sierpniu 1937 r. zginął w walkach z wojskami republikańskimi w dolinie rzeki Ebro we wsi Quinto pod Saragossą, próbując wydostać się z okrążenia. Pośmiertnie został odznaczony wysokim wojskowym medalem hiszpańskim.